# Championnats d'Europe de cross-country 2021
Navigation
Lisbonne 2019 Turin 2022
Les 27e Championnats d'Europe de cross-country (en anglais: 27th SPAR European Cross Country Championships) se déroulent le 12 décembre 2021 à Dublin, en Irlande.

## Compétition
Les Championnats d'Europe de cross-country comprennent sept épreuves au total. Elle se déroule sur le  Sport Ireland Campus du Comté de Fingal à Dublin. Les distances varient en fonction de la catégorie (Seniors, Espoirs, Juniors) et du sexe (Hommes, Femmes).
| Catégorie     | Hommes   | Femmes  | Relais mixte |
| ------------- | -------- | ------- | ------------ |
| Seniors       | 10 000 m | 8 000 m | 6 000 m      |
| Espoirs (U23) | 8 000 m  | 6 000 m | non disputé  |
| Juniors (U20) | 6 000 m  | 4 000 m | non disputé  |

## Programme
Tous les horaires correspondent à l'UTC±00:00.
| Heure | Course                                |
| ----- | ------------------------------------- |
| 10:00 | Course hommes juniors (U20)           |
| 10:28 | Course femmes juniors (U20)           |
| 10:50 | Course hommes espoirs (U23)           |
| 11:23 | Course femmes espoirs (U23)           |
| 12:21 | Relais mixte seniors 4 × 1 500 mètres |
| 13:13 | Course hommes seniors                 |
| 13:53 | Course femmes seniors                 |

## Résultats

### Seniors

#### Hommes
| Rang | Athlète            | Pays     | Temps       |
| ---- | ------------------ | -------- | ----------- |
|      | Jakob Ingebrigtsen | Norvège  | 30 min 15 s |
|      | Aras Kaya          | Turquie  | 30 min 29 s |
|      | Jimmy Gressier     | France   | 30 min 34 s |
| 4    | Hugo Hay           | France   | 30 min 38 s |
| 5    | Michael Somers     | Belgique | 30 min 38 s |
| 6    | Yann Schrub        | France   | 30 min 39 s |
| 7    | Nassim Hassaous    | Espagne  | 30 min 42 s |
| 8    | Félix Bour         | France   | 30 min 44 s |
| 9    | Isaac Kimeli       | Belgique | 30 min 45 s |
| 10   | Brian Fay          | Irlande  | 30 min 45 s |

| Rang | Équipe | Points     |
| ---- | --- | ---------- |
|      | France Jimmy Gressier, Hugo Hay, Yann Schrub, Félix Bour, Duncan Perrillat, Mehdi Frère                    | 3+4+6=13   |
|      | Espagne Nassim Hassaous, Carlos Mayo, Abdessamad Oukhelfen, Raul Celadar, Adel Mechaal, Ayad Lamdassem     | 7+11+12=30 |
|      | Norvège Jakob Ingebrigtsen, Bjørnar Sandnes Lillefosse, Gilje Nordås, Zerei Kbrom Mezngi, Tom Erling Kårbo | 1+21+25=47 |

#### Femmes
| Rang | Athlète                   | Pays        | Temps       |
| ---- | ------------------------- | ----------- | ----------- |
|      | Karoline Bjerkeli Grøvdal | Norvège     | 26 min 34 s |
|      | Meraf Bahta               | Suède       | 26 min 44 s |
|      | Alina Reh                 | Allemagne   | 26 min 53 s |
| 4    | Jessica Judd              | Royaume-Uni | 27 min 01 s |
| 5    | Konstanze Klosterhalfen   | Allemagne   | 27 min 12 s |
| 6    | Samrawit Mengsteab        | Suède       | 27 min 34 s |
| 7    | Selamawit Teferi          | Israël      | 27 min 34 s |
| 8    | Carmela Cardama           | Espagne     | 27 min 41 s |
| 9    | Fionnuala McCormack       | Irlande     | 27 min 52 s |
| 10   | Jennifer Nesbitt          | Royaume-Uni | 27 min 58 s |

| Rang | Équipe                                                                                               | Points     |
| ---- | --- | ---------- |
|      | Royaume-Uni Jessica Judd, Jennifer Nesbitt, Jessica Gibbon, Abbie Donnelly, Kate Avery, Lauren Heyes | 4+10+11=25 |
|      | Allemagne Alina Reh, Konstanze Klosterhalfen, Domenika Mayer, Vera Coutellier, Céline Kaiser         | 3+5+21=29  |
|      | Suède Meraf Bahta, Samrawit Mengsteab, Sara Christiansson, Charlotte Andersson                       | 2+6+30=38  |

#### Relais mixte
L'ordre du relais imposé par l'organisateur est femme-homme-femme-homme.
| Rang | Pays                                                                             | Temps       |
| ---- | -------------------------------------------------------------------------------- | ----------- |
|      | Royaume-Uni Hannah Nuttall, Luke Duffy, Alexandra Bell, Benjamin West            | 18 min 01 s |
|      | France Aurore Fleury, Azeddine Habz, Alexa Lemitre, Alexis Miellet               | 18 min 05 s |
|      | Belgique Élise Vanderelst, Ruben Verheyden, Vanessa Scaunet, Stijn Baeten        | 18 min 06 s |
| 4    | Irlande Ciara Mageean, Luke McCann, Siofra Cléirigh Büttner, Andrew Coscoran     | 18 min 06 s |
| 5    | Espagne Esther Guerrero, Abderrahman el Khayami, Marta Garcia, Victor Ruiz       | 18 min 13 s |
| 6    | Hongrie Lili Anna Tóth, Márton Pápai, Kinga Ohn, István Szögi                    | 18 min 25 s |
| 7    | Suisse Lore Hoffmann, Michael Curti, Selina Fehler, Jonas Schöpfer               | 18 min 31 s |
| 8    | Italie Joyce Mattagliano, Ossama Meslek, Micol Majori, Mohad Abdikadar Sheik Ali | 18 min 37 s |
| 9    | Ukraine Nataliya Krol, Volodymyr Kyts, Anna Mishchenko, Roman Rostikus           | 18 min 49 s |
| 10   | Turquie Silan Ayyildiz, Ibrahim Erata, Tugba Toptas, Abdurrahaman Gediklioglu    | 18 min 58 s |
| 11   | Andorre Aina Cinca Bons, Pol Moya, Xènia Mourelo, Carles Gomez Lozano            | 20 min 40 s |

### Espoirs

#### Hommes
| Rang | Athlète            | Pays        | Temps       |
| ---- | ------------------ | ----------- | ----------- |
|      | Charles Hicks      | Royaume-Uni | 24 min 29 s |
|      | Darragh McElhinney | Irlande     | 24 min 33 s |
|      | Ruben Querinjean   | Luxembourg  | 24 min 36 s |
| 4    | Magnus Tuv Myhre   | Norvège     | 24 min 39 s |
| 5    | Guillaume Grimard  | Belgique    | 24 min 41 s |
| 6    | Keelan Kilrehill   | Irlande     | 24 min 42 s |
| 7    | Antoine Senard     | France      | 24 min 48 s |
| 8    | Aarón Las Heras    | Espagne     | 24 min 49 s |
| 9    | Zakariya Mahamed   | Royaume-Uni | 24 min 52 s |
| 10   | Valentin Gondouin  | France      | 24 min 55 s |

| Rang | Équipe | Points     |
| ---- | --- | ---------- |
|      | Irlande Darragh McElhinney, Keelan Kilrehill, Micheal Power, Donal Devane, Jamie Battle, Thomas Devaney         | 2+6+13=21  |
|      | Royaume-Uni Charles Hicks, Zakariya Mahamed, Thomas Mortimer, Rory Leonard, Matthew Stonier, Samuel Charlton    | 1+9+14=24  |
|      | France Antoine Senard, Valentin Gondouin, Florian Le Pallec, Baptiste Fourmont, Baptiste Guyon, Bastien Augusto | 7+10+19=36 |

#### Femmes
| Rang | Athlète           | Pays        | Temps       |
| ---- | ----------------- | ----------- | ----------- |
|      | Nadia Battocletti | Italie      | 20 min 32 s |
|      | Klara Lukan       | Slovénie    | 20 min 36 s |
|      | Mariana Machado   | Portugal    | 20 min 36 s |
| 4    | Manon Trapp       | France      | 20 min 42 s |
| 5    | Sarah Healy       | Irlande     | 20 min 48 s |
| 6    | Anna Arnaudo      | Italie      | 20 min 55 s |
| 7    | Cristina Ruiz     | Espagne     | 21 min 07 s |
| 8    | Margaux Sieracki  | France      | 21 min 10 s |
| 9    | Izzy Fry          | Royaume-Uni | 21 min 15 s |
| 10   | Eva Dieterich     | Allemagne   | 21 min 18 s |

| Rang | Équipe                                                                                                   | Points     |
| ---- | --- | ---------- |
|      | Italie Nadia Battocletti, Anna Arnaudo, Giovanna Selva, Sara Nestola, Ludovica Cavalli, Michela Moretton | 1+6+11=18  |
|      | France Manon Trapp, Margaux Sieracki, Aude Clavier, Flavie Renouard, Mélody Julien, Eugénie Lorain       | 4+8+13=25  |
|      | Royaume-Uni Izzy Fry, Amelia Quirk, Cari Hughes, Eloise Walker, Eleanor Bolton, Jemima Elgood            | 9+12+16=37 |

### Juniors

#### Hommes
| Rang | Athlète               | Pays        | Temps       |
| ---- | --------------------- | ----------- | ----------- |
|      | Axel Vang Christensen | Danemark    | 17 min 53 s |
|      | Abdullahi Dahir Rabi  | Norvège     | 18 min 18 s |
|      | Joel Ibler Lillesø    | Danemark    | 18 min 21 s |
| 4    | Pol Oriach            | Espagne     | 18 min 24 s |
| 5    | Andriy Atamanyuk      | Ukraine     | 18 min 30 s |
| 6    | Abdel Laadjel         | Irlande     | 18 min 30 s |
| 7    | Matan Ivri            | Israël      | 18 min 30 s |
| 8    | Edouard Morin-Luzuy   | France      | 18 min 31 s |
| 9    | Will Barnicoat        | Royaume-Uni | 18 min 31 s |
| 10   | Hamish Armitt         | Royaume-Uni | 18 min 32 s |

| Rang | Équipe                                                                                                 | Points     |
| ---- | --- | ---------- |
|      | Royaume-Uni Will Barnicoat, Hamish Armitt, Henry McLuckie, Osian Perrin, Liam Rawlings, Lewis Hannigan | 9+10+15=34 |
|      | Irlande Abdel Laadjel, Dean Casey, Nicholas Griggs, Scott Fagan, Sean Kay, Cathal O'Reilly             | 6+13+16=35 |
|      | Israël Matan Ivri, Adisu Guadia, Derba Ayale, Dego Abebe, Ataka Damsia, Harel Shain                    | 7+11+19=37 |

#### Femmes
| Rang | Athlète          | Pays        | Temps       |
| ---- | ---------------- | ----------- | ----------- |
|      | Megan Keith      | Royaume-Uni | 13 min 41 s |
|      | Ingeborg Østgård | Norvège     | 13 min 44 s |
|      | Emma Heckel      | Allemagne   | 13 min 46 s |
| 4    | Ilona Mononen    | Finlande    | 13 min 49 s |
| 5    | Anneke Vortmeier | Allemagne   | 13 min 49 s |
| 6    | Mireya Arnedillo | Espagne     | 13 min 51 s |
| 7    | Mia Jurenka      | Allemagne   | 13 min 52 s |
| 8    | Angela Viciosa   | Espagne     | 13 min 52 s |
| 9    | Johanna Pulte    | Allemagne   | 13 min 52 s |
| 10   | Livia Wespe      | Suisse      | 13 min 56 s |

| Rang | Équipe                                                                                                | Points     |
| ---- | --- | ---------- |
|      | Allemagne Emma Heckel, Anneke Vortmeier, Mia Jurenka, Johanna Pulte, Jasmina Nanette Stahl            | 3+5+7=15   |
|      | Espagne Mireya Arnedillo, Ángela Viciosa, María Forero, Marta Serrano, Claudia Gómez, Carla Domínguez | 6+8+13=27  |
|      | Royaume-Uni Megan Keith, Ellen Weir, Phoebe Anderson, Beatrice Wood, Alice Garner, Ella Greenway      | 1+14+17=31 |

## Tableau des médailles
- Pays organisateur (Irlande)

| Rang | Nation      | Or | Argent | Bronze | Total |
| ---- | ----------- | -- | ------ | ------ | ----- |
| 1    | Royaume-Uni | 5  | 1      | 2      | 8     |
| 2    | Norvège     | 2  | 2      | 1      | 5     |
| 3    | Italie      | 2  | 0      | 0      | 2     |
| 4    | France      | 1  | 2      | 2      | 5     |
| 5    | Irlande     | 1  | 2      | 0      | 3     |
| 6    | Allemagne   | 1  | 1      | 2      | 4     |
| 7    | Danemark    | 1  | 0      | 1      | 2     |
| 8    | Espagne     | 0  | 2      | 0      | 2     |
| 9    | Suède       | 0  | 1      | 1      | 2     |
| 10   | Turquie     | 0  | 1      | 0      | 1     |
| 10   | Slovénie    | 0  | 1      | 0      | 1     |
| 12   | Belgique    | 0  | 0      | 1      | 1     |
| 12   | Luxembourg  | 0  | 0      | 1      | 1     |
| 12   | Portugal    | 0  | 0      | 1      | 1     |
| 12   | Israël      | 0  | 0      | 1      | 1     |
|      | TOTAL       | 13 | 13     | 13     | 39    |